# 265P/LINEAR
265P/LINEAR è una cometa periodica appartenente alla famiglia delle comete gioviane; la cometa è stata scoperta il 29 luglio 2003, la sua riscoperta il 18 giugno 2012 ha permesso di numerarla.
Unica particolarità di questa cometa è di avere una piccola MOID col pianeta Marte e una ancor più piccola col pianeta Giove, con quest'ultimo ha avuto un incontro particolarmente ravvicinato durante la prima parte del 1909.
Non è stata osservata durante il perielio del 2021.